# La vendetta ha i suoi segreti
La vendetta ha i suoi segreti (Engaged to Kill) è un film per la televisione del 2006 diretto da Matthew Hastings.

## Trama
La famiglia Lord è composta dal padre Robert (uomo d'affari), dalla madre Abby (pediatra) e dai figli Maddy (diciannovenne) e Corey (quattordicenne) e vive un'esistenza serena, fino a quando Abby viene sequestrata da una coppia (Patrick e Sally).
Robert decide di pagare il riscatto di un milione di dollari portando la famiglia sul lastrico, ma diversamente da quanto pattuito il rapitore intende uccidere Abby. La donna dopo aver compreso il suo destino, durante un trasferimento su un camper, tenta di fuggire gettandosi dal mezzo in movimento, riuscendoci, intanto però Sally prova a fermarla ma finisce con lo schiantarsi al suolo morendo. Patrick riesce a fuggire col malloppo ma resta con il rancore verso Abby, che reputa colpevole della morte della sua amata Sally.
Tornata a casa dalla sua famiglia Abby non riesce a riprendersi dal terrore vissuto, convinta che il rapitore possa farsi ancora vivo. Intanto Maddy conosce un ragazzo con cui si fidanza.